# Ben Arous
Ben Arous (em árabe: بن عروس) é uma cidade e município do norte da Tunísia. É capital da província homónima e um subúrbio de Tunes, situado a sudeste do centro da capital tunisina.
O município tem 14 km² de área e em 2004 tinha 74 932 habitantes (densidade: 5 352,3 hab./km²), distribuídos pelas comunas e arrondissements de Ben Arous Leste (13 285), Ben Arous Oeste (17 715), Nouvelle Medina (20 256) e Sidi Mosbah (23 676).